# خویا
خویا (به لهستانی:  Choja) یک روستا در لهستان است که در گمینا زبوچن واقع شده‌است. خویا ۱۶۰ نفر جمعیت دارد.